# Montrose (Iowa)
Montrose è un comune degli Stati Uniti d'America, situato nello Stato dell'Iowa, nella contea di Lee.